# Singhalesische Schrift
Die singhalesische Schrift (singhalesisch සිංහල හෝඩිය ISO15919 singhala) gehört zu den Indischen Schriften. Wie diese ist sie eine Zwischenform aus Alphabet und Silbenschrift, eine sogenannte Abugida. Sie wird in Sri Lanka verwendet, um die singhalesische Sprache zu schreiben.

## Geschichte
Wie viele andere indische Schriften hat auch die singhalesische Schrift ihren Ursprung in der Brahmi-Schrift.
Mit dem Buddhismus kam im 3. Jahrhundert v. Chr. die Schrift von Indien nach Sri Lanka. Später wurde die singhalesische Schrift stark von der südindischen Grantha-Schrift beeinflusst. Die runde Form der Buchstaben entwickelte sich wie bei den anderen südindischen Schriften dadurch, dass hauptsächlich auf Palmblättern geschrieben wurde, die bei geraden Linien gespalten worden wären.

## Funktionsprinzip
Die singhalesische Schrift ist wie die anderen indischen Schriften eine Zwischenform aus Alphabet und Silbenschrift, eine sogenannte Abugida. Bei einer Abugida hat jeder Konsonant, der kein Vokalzeichen besitzt, den inhärenten Vokal a. Dieser inhärente Vokal lässt sich durch das Hinzufügen von Vokalzeichen ändern, die sich fest mit dem Konsonanten verbinden. Der Konsonant ක ist damit ein ka, කි hingegen ein ki.
Vokale werden nur mit eigenen, selbständigen Zeichen dargestellt, wenn sie ohne zugehörigen Konsonanten vorkommen, etwa am Wortanfang. Ein Konsonant ohne zugehörigen Vokal wird wie in vielen anderen indischen Schriften durch die Hinzufügung eines Virama gekennzeichnet, welches in der singhalesischen Schrift zwei Formen haben kann: meistens sieht es aus wie ein kleines hochgestelltes p (etwa in ක් k), bei Schriftzeichen, die mit einem Bogen oben enden, nimmt das Virama die Form einer Schleife an (etwa in බ් b).

## Zeichen
Das singhalesische Alphabet wird in zwei Inventaren zusammengefasst: das erste Inventar, genannt ශුද්ධ හෝඩිය śuddha hōḍiya, deutsch ‚pures Alphabet‘, enthält alle Zeichen, die benötigt werden, um modernes Singhalesisch zu schreiben. Das zweite Inventar wird මිශ්‍ර හෝඩිය miśra hōḍiya, deutsch ‚gemischtes Alphabet‘ genannt und erweitert das erstere um Zeichen, die nur in Lehnwörtern aus dem Sanskrit und Pali benötigt werden.

### Vokalzeichen
Die singhalesische Schrift besitzt 18 Vokalzeichen, von denen sechs nur im gemischten Alphabet vorkommen. Die links stehenden selbständigen Vokalzeichen werden nur für Vokale ohne zugehörigen Konsonanten verwendet, etwa am Wortanfang. Kommt ein Vokal hingegen zusammen mit einem Konsonanten vor, werden die rechts stehenden kombinierenden Vokalzeichen benutzt, die sich mit dem Konsonantenzeichen verbinden und eine feste Einheit bilden. Die kombinierenden Vokalzeichen werden hier am Beispiel des Konsonanten ක k gezeigt.
| Selbständige Vokalzeichen | Selbständige Vokalzeichen | Selbständige Vokalzeichen | Kombierende Vokalzeichen | Kombierende Vokalzeichen | Kombierende Vokalzeichen |
| Zeichen                   | Transliteration           | Lautwert                  | Zeichen                  | Transliteration          | Lautwert                 |
| ------------------------- | ------------------------- | ------------------------- | ------------------------ | ------------------------ | ------------------------ |
| අ                         | a                         | [⁠a⁠], [⁠ə⁠]                  | ක                        | ka                       | [ka], [kə]               |
| ආ                         | ā                         | [⁠aː⁠], [⁠əː⁠]                | කා                        | kā                       | [kaː], [kəː]             |
| ඇ                         | æ                         | [⁠æ⁠]                       | කැ                        | kæ                       | [kæ]                     |
| ඈ                         | ǣ                         | [⁠æː⁠]                      | කෑ                        | kǣ                       | [kæː]                    |
| ඉ                         | i                         | [⁠i⁠]                       | කි                        | ki                       | [ki]                     |
| ඊ                         | ī                         | [⁠iː⁠]                      | කී                        | kī                       | [kiː]                    |
| උ                         | u                         | [⁠u⁠]                       | කු                        | ku                       | [ku]                     |
| ඌ                         | ū                         | [⁠uː⁠]                      | කූ                        | kū                       | [kuː]                    |
| ඍ                         | ṛ                         | [ru]                      | කෘ                        | kṛ                       | [kru]                    |
| ඎ                         | ṝ                         | [ruː]                     | කෲ                        | kṝ                       | [kruː]                   |
| ඏ                         | ḷ                         | [li]                      | කෟ                        | kḷ                       | [kli]                    |
| ඐ                         | ḹ                         | [liː]                     | කෳ                        | kḹ                       | [kliː]                   |
| එ                         | e                         | [⁠e⁠]                       | කෙ                        | ke                       | [ke]                     |
| ඒ                         | ē                         | [⁠eː⁠]                      | කේ                        | kē                       | [keː]                    |
| ඓ                         | ai                        | [ai]                      | කෛ                        | kai                      | [ai]                     |
| ඔ                         | o                         | [⁠o⁠]                       | කො                        | ko                       | [ko]                     |
| ඕ                         | ō                         | [⁠oː⁠]                      | කෝ                        | kō                       | [koː]                    |
| ඖ                         | au                        | [au]                      | කෞ                        | kau                      | [au]                     |

### Konsonanten

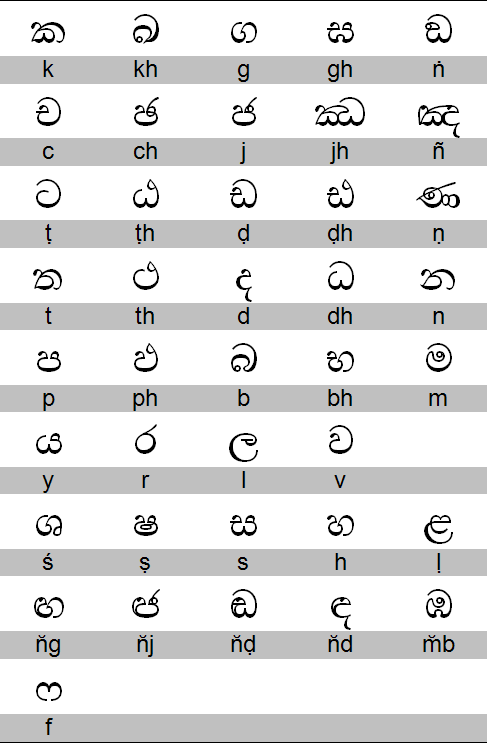
Konsonantentabelle der singhalesischen Schrift

Die singhalesische Schrift besitzt 40 Konsonanten, von denen 13 nur im gemischten Alphabet vorkommen. Die Transliteration wird in dieser Tabelle ohne den inhärenten Vokal a dargestellt, der normalerweise immer vorhanden ist, wenn der Konsonant kein Vokalzeichen oder Virama besitzt.
Ein Charakteristikum, das die singhalesische Schrift von anderen indischen Schriften unterscheidet, ist die Existenz von sogenannten „Halbnasalen“. Diese stellen pränasalierte Laute dar und werden mit eigenen Schriftzeichen dargestellt, da sie im modernen Singhalesisch bedeutungsunterscheidend sind.
Obwohl es in der modernen singhalesischen Sprache kein retroflexes /⁠ɭ⁠/ oder /⁠ɳ⁠/ mehr gibt, werden diese Laute weiterhin mit separaten Zeichen dargestellt. Ebenso existiert ein Halbnasal ඦ n̆j, obwohl der entsprechende Laut im Singhalesischen nicht vorkommt und das Zeichen auch nie verwendet wird.
Die Liste der Konsonantenzeichen enthält auch ein ෆ f. Dieses Schriftzeichen wurde erst in neuerer Zeit eingeführt, um den Laut /⁠f⁠/ in englischen Lehnwörtern darzustellen. Häufig wird aber stattdessen das ප p verwendet.
| Zeichen | Transliteration | Lautwert |
| ------- | --------------- | -------- |
| ක       | k               | [⁠k⁠]      |
| ඛ       | kh              | [⁠k⁠]      |
| ග       | g               | [⁠g⁠]      |
| ඝ       | gh              | [⁠g⁠]      |
| ඞ       | ṅ               | [⁠ŋ⁠]      |
| ච       | c               | [⁠tʃ⁠]     |
| ඡ       | ch              | [⁠tʃ⁠]     |
| ජ       | j               | [⁠dʒ⁠]     |
| ඣ       | jh              | [⁠dʒ⁠]     |
| ඤ       | ñ               | [⁠ɲ⁠]      |
| ට       | ṭ               | [⁠ʈ⁠]      |
| ඨ       | ṭh              | [⁠ʈ⁠]      |
| ඩ       | ḍ               | [⁠ɖ⁠]      |
| ඪ       | ḍh              | [⁠ɖ⁠]      |
| ණ       | ṇ               | [n̪]      |
| ත       | t               | [t̪]      |
| ථ       | th              | [t̪]      |
| ද       | d               | [d̪]      |
| ධ       | dh              | [d̪]      |
| න       | n               | [n̪]      |
| ප       | p               | [⁠p⁠]      |
| ඵ       | ph              | [⁠p⁠]      |
| බ       | b               | [⁠b⁠]      |
| භ       | bh              | [⁠b⁠]      |
| ම       | m               | [⁠m⁠]      |
| ය       | y               | [⁠j⁠]      |
| ර       | r               | [⁠ɾ⁠]      |
| ල       | l               | [⁠l⁠]      |
| ව       | v               | [⁠ʋ⁠]      |
| ශ       | ś               | [⁠ʃ⁠]      |
| ෂ       | ṣ               | [⁠s⁠]      |
| ස       | s               | [⁠s⁠]      |
| හ       | h               | [⁠h⁠]      |
| ළ       | ḷ               | [⁠l⁠]      |
| ඟ       | n̆g              | [ᵑɡ]     |
| ඦ       | n̆j              | [ᶮdʒ]    |
| ඬ       | n̆ḍ              | [ᶯɖ]     |
| ඳ       | n̆d              | [ⁿ̪d̪]     |
| ඹ       | m̆b              | [ᵐb]     |
| ෆ       | f               | [⁠f⁠]      |

## Sonderzeichen
Die Singhalesische Schrift kennt eine Reihe von Sonderzeichen, die nur in Kombination mit einem Konsonanten oder einem selbständigen Vokalzeichen vorkommen können:
- Der Anusvara hat die Form eines kleinen Kreises und wird in der singhalesischen Schrift verwendet, um den Konsonanten /⁠ŋ⁠/ darzustellen. Er kommt unter anderem in der Eigenbezeichnung සිංහල siṁhala vor.[9]
- Das Visarga, welches in etwa wie ein Doppelpunkt aussieht, existiert in der Schrift lediglich zur Schreibung von Lehnwörtern aus dem Sanskrit, in der modernen singhalesischen Sprache wird es nicht gebraucht.

| Zeichen | Transliteration |
| ------- | --------------- |
| කං       | kaṁ             |
| කඃ       | kaḥ             |

## Satzzeichen
Die singhalesische Schrift verwendet die westlichen Satzzeichen. Früher gab es eigene Satzzeichen wie das ෴, welches ähnlich wie der westliche Punkt verwendet wurde, diese sind aber mittlerweile völlig außer Gebrauch geraten.

## Ziffern

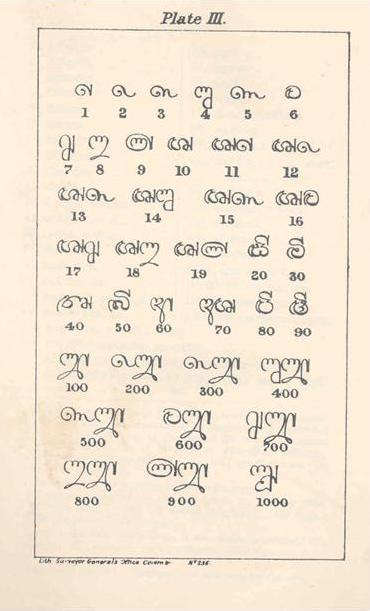
Alte singhalesische Ziffern

Im heutigen modernen Singhalesisch werden ausschließlich arabische Ziffern verwendet.
Die ursprünglichen singhalesischen Ziffern werden seit der Eroberung des Königreichs Kandy durch die Briten 1815 nicht mehr verwendet. Moderne Untersuchungen zeigen, dass es zuvor nicht ein einziges Ziffernsystem gab, sondern mindestens fünf verschiedene Ziffernsysteme parallel genutzt wurden.

## Sinhala in Unicode
Unicode kodiert die singhalesische Schrift im Unicode-Block Singhalesisch im Codebereich U+0D80–U+0DFF.
|     | 0       | 1       | 2       | 3       | 4       | 5       | 6       | 7       | 8       | 9       | A       | B       | C       | D       | E       | F       |
| --- | ------- | ------- | ------- | ------- | ------- | ------- | ------- | ------- | ------- | ------- | ------- | ------- | ------- | ------- | ------- | ------- |
| D80 | [ A 1 ] | ඁ        | ං        | ඃ        | [ A 1 ] | අ       | ආ       | ඇ       | ඈ       | ඉ       | ඊ       | උ       | ඌ       | ඍ       | ඎ       | ඏ       |
| D90 | ඐ       | එ       | ඒ       | ඓ       | ඔ       | ඕ       | ඖ       | [ A 1 ] | [ A 1 ] | [ A 1 ] | ක       | ඛ       | ග       | ඝ       | ඞ       | ඟ       |
| DA0 | ච       | ඡ       | ජ       | ඣ       | ඤ       | ඥ       | ඦ       | ට       | ඨ       | ඩ       | ඪ       | ණ       | ඬ       | ත       | ථ       | ද       |
| DB0 | ධ       | න       | [ A 1 ] | ඳ       | ප       | ඵ       | බ       | භ       | ම       | ඹ       | ය       | ර       | [ A 1 ] | ල       | [ A 1 ] | [ A 1 ] |
| DC0 | ව       | ශ       | ෂ       | ස       | හ       | ළ       | ෆ       | [ A 1 ] | [ A 1 ] | [ A 1 ] | ්        | [ A 1 ] | [ A 1 ] | [ A 1 ] | [ A 1 ] | ා        |
| DD0 | ැ        | ෑ        | ි        | ී        | ු        | [ A 1 ] | ූ        | [ A 1 ] | ෘ        | ෙ        | ේ        | ෛ        | ො        | ෝ        | ෞ        | ෟ        |
| DE0 | [ A 1 ] | [ A 1 ] | [ A 1 ] | [ A 1 ] | [ A 1 ] | [ A 1 ] | ෦       | ෧       | ෨       | ෩       | ෪       | ෫       | ෬       | ෭       | ෮       | ෯       |
| DF0 | [ A 1 ] | [ A 1 ] | ෲ        | ෳ        | ෴       | [ A 1 ] | [ A 1 ] | [ A 1 ] | [ A 1 ] | [ A 1 ] | [ A 1 ] | [ A 1 ] | [ A 1 ] | [ A 1 ] | [ A 1 ] | [ A 1 ] |

1. 1 2 3 4 5 6 7 8 9 10 11 12 13  Codepunkt ist nicht zugewiesen